# Beulah (Michigan)
Beulah é uma vila localizada no estado americano de Michigan, no Condado de Benzie.

## Demografia
Segundo o censo americano de 2000, a sua população era de 363 habitantes. 
Em 2006, foi estimada uma população de 393, um aumento de 30 (8.3%).

## Geografia
De acordo com o United States Census Bureau tem uma área de 
1,2 km², dos quais 1,2 km² cobertos por terra e 0,0 km² cobertos por água. Beulah localiza-se a aproximadamente 180 m acima do nível do mar.

## Localidades na vizinhança
O diagrama seguinte representa as localidades num raio de 20 km ao redor de Beulah. 